# مارك سوريانو
مارك سوريانو (بالفرنسية: Marc Soriano)‏ هو فيلسوف فرنسي، ولد في 7 يوليو 1918 في القاهرة في مصر، وتوفي في 18 ديسمبر 1994 في باريس في فرنسا بسبب وهن عضلي وبيل.